# Glazba za vrpcu
Glazba za vrpcu (engleski: Tape music) sastavni je dio konkretne glazbe. Glazba za vrpcu koristi snimljene fragmente, petlje i zvučne uzorke, te ih mijenja i manipulira raznim tehnikama. Djelo The Expression of Zaar egipatsko-američkog skladatelja Halima El-Dabha možda je najraniji primjer glazbe za vrpcu. Djelo The Expression of Zaar, prvi put prezentirao je 1944. godine u Kairu. Halim El-Dabh kasnije je postao poznat po svom radu u Columbia-Princeton Electronic Music Centeru gdje je 1959. godine skladao djelo Leiyla and the Poet.
Djelo Williams Mix američkog skladatelja Johna Cagea primjer je strogoće glazbe za vrpcu. Cage je prvo napisao partituru od 192 stranice te je zatim tijekom trajanja jedne godine, sakupio i snimio oko 600 zvukova. U partituru je dodao izrezane dijelove vrpce za svako pojavljivanje svakog zvuka. Na kraju je izrezane dijelove vrpce spojio na jednu od osam vrpci. Rad na djelu dovršen je 16. siječnja 1953. godine. Djelo je prvi put izvedeno 21. ožujka 1953. godine na University of Illinois at Urbana–Champaignu.

## Vanjske poveznice
- Elektronička (elektronska) glazba, Proleksis enciklopedija
- Tape music, Encyclopædia Britannica